# Ostracismo (sociologia)
L’ostracismo, nell'uso della psicologia sociale e della sociologia, è l'esclusione deliberata, di un individuo, o di un gruppo, dalla società, da un gruppo sociale, o da una comunità: si evita di comunicare con la persona o, addirittura, si dà mostra di non notarla neppure. 
Da questo punto di vista, è stata proposta una definizione del fenomeno fino a includervi qualsiasi comportamento di tal genere: secondo l'ampia definizione datane dagli esperti Kipling Williams e Lisa Zadro, infatti, l'ostracismo è qualunque atto teso a respingere ed escludere individui o gruppi di individui". Il nome del fenomeno deriva dall'ostracismo ateniese, la pratica politica di esclusione dall'agone cittadino come estremo ed eventuale rimedio e contrappeso contro l'accumulo di potere.

## Fenomeno
Questa forma di rifiuto sociale non va identificata, in modo semplicistico, con i fenomeni sociali di emarginazione ed esclusione sociale, a cui pure è strettamente connesso, dal momento che l'ostracismo presuppone l'esistenza di elementi di rifiuto, indesiderabilità sociale, e apartheid, non presenti allo stesso modo o in ugual misura negli altri. Inoltre, l'ostracismo è l'esito di una condotta tesa a escludere un soggetto dalle relazioni interpersonali in modo consapevole e deliberato, e non, come può succedere negli altri casi, il semplice frutto di una situazione emergente o, in modo generico, il risultato di fattori causali di tipo sociale, culturale, economico.

### Indesiderabilità sociale
Gli elementi di indesiderabilità sociale possono nascere dall'aspetto fisico di una persona, considerato sgradevole o non conforme alle attese e ai modelli estetici imperanti (ad esempio, essere snelli e di bell'aspetto) o dal fatto di non essere dotati di abilità considerate importanti. In tal caso, è l'aspetto esteriore non gradevole che diventa il veicolo semantico che svelerebbe una presunta scadente qualità delle doti interiori del soggetto, ma la "complessità delle dinamiche interpersonali" sottese a questi fenomeni sfugge all'eccessiva semplificazione, come rivelata dal fatto, quasi paradossale, che a volte è proprio la gradevolezza esteriore che scatena la mancata accettazione, esemplificabile con quei casi di cronaca i cui esiti tragici hanno avuto circolazione globale: un caso di scuola quale la vicenda della tredicenne britannica Poppy Bracey, fatta segno, da parte dei suoi compagni di classe, per la sua bellezza, di costanti manifestazioni di una "socialità respingente", fatta di frasi sussurrate, pettegolezzi, silenzi, ghigni e sguardi offensivi, telefonate anonime di derisione, chiamate telefoniche di finte agenzie di modelle per appuntamenti di casting fotografico, una coacervo di fattori che determinano una situazione in grado di scatenare un "vortice di frustrazione e isolamento" fino a indurre la persona e decisioni estreme (nel caso della tredicenne, il suicidio per impiccamento nella propria camera da letto).

### Deumanizzazione
Poiché, nel comportamento degli esseri umani, intrattenere e mantenere rapporti sociali rappresenta un bisogno fondamentale, le forme di esclusione sociale dispiegano effetti devastanti sulla psiche. Studi di psicologia sperimentale condotti dal punto di vista del soggetto escluso, mostrano come questi si trovi a sperimentare una generale esperienza di deumanizzazione: l'ostracizzato arriva a giudicare non solo sé stesso, ma anche i soggetti ostracizzanti, come esseri meno umani, cioè come meno dotati di quelle caratteristiche e attributi giudicati fondamentali nel definire l'idea di "natura umana"; allo stesso tempo, l'ostracizzato ritiene che a questa sua percezione corrisponda una forma di reciprocità, in quanto crede di essere a sua volta percepito, dagli ostracizzanti, come un soggetto le cui doti di umanità si presentano attenuate.

## Dinamiche di gruppo nei gruppi giovanili e negli ambienti scolastici
Pratiche di ostracismo sono molto diffuse negli ambienti scolastici, anche a motivo della tolleranza espressa dagli insegnanti e dalle istituzioni educative, che mostrano accondiscendenza almeno verso le forme più striscianti e a più bassa intensità: queste manifestazioni del fenomeno, infatti, sulla base di una valutazione erronea, sono spesso derubricate al livello di dinamiche naturali nei rapporti sociali e nell'interazione umana. Nella cultura giovanile l'ostracismo è potenziato dall'uso degli strumenti messi a disposizione dalla società iperconessa, che diventano strumenti del fenomeno, anche in ragione del valore che si tende ad attribuire alla quantità di relazioni che ogni individuo riesce a intessere e realizzare attraverso social network: per questo, nell'ostracizzare propri elementi, tra le decisioni prese dal gruppo vi sono quelle che consistono in forme di esclusione dalla comunicazione sociale (espulsione e segregazione dalle chat di gruppo, del tipo di quelle esperibili con l'applicazione WhatsApp), o la negazione di attenzione e consenso sui social network (strategia della disattenzione e del silenzio).

### Bullismo
Nelle manifestazioni più intense, l'ostracismo scolastico si manifesta in forme riferite al bullismo, che avviene all'interno di un gruppo di pari (per lo più una classe) laddove uno o più dei suoi componenti sono presi di mira costantemente dal gruppo con prese in giro, prepotenze, e vere e proprie persecuzioni (cfr. la dinamica sociale del Ijime, nella cultura giapponese).